# Dans van de vrede en welvaart
Dans van de vrede en welvaart is een kunstwerk in Amsterdam Nieuw-West. Alternatieve titels luiden Boom der kennis en Jongen, meisje, vogels.
Het is een gevelreliëf uit de koker van Frits Sieger. Het reliëf is geplaatst aan een schoolgebouw in Slotermeer aan de Burgemeester Fockstraat. Deze school, toen genoemd naar die burgemeester maar in 2018 Basisschool Slotermeer geheten, moest onderdak bieden aan de jonge leerlingen in toen de nieuwe wijk Slotermeer. De school werd al in gebruik genomen in februari 1955 (Amsterdam kwam hier scholen tekort), maar moest toen nog afgebouwd worden zodat de officiële opening pas in februari 1956 kon plaatsvinden. Het bood toen onderdak aan vijfhonderd kinderen. Het krantenartikel uit 1956 van het Algemeen Handelsblad meldde al de aandacht voor decoratieve inrichting. Het reliëf werd aangebracht in juli 1955.
Dans van de vrede en welvaart bestaat uit vier onderdelen. De gevelplaat laten een meisje (links) en een jongen (rechts) zien, die dansen tussen korenaren (linker benedenhoek) en bloemen (rechter benedenhoek). Tussen hun hoofden hangt fruit aan een boom. In de linker- en rechterbovenhoek zijn twee vliegende vredesduiven te zien. Boven de gevelplaat zijn nog drie 'losse" vliegende duiven te zien.
Het schoolgebouw zelf is een gemeentelijk monument.

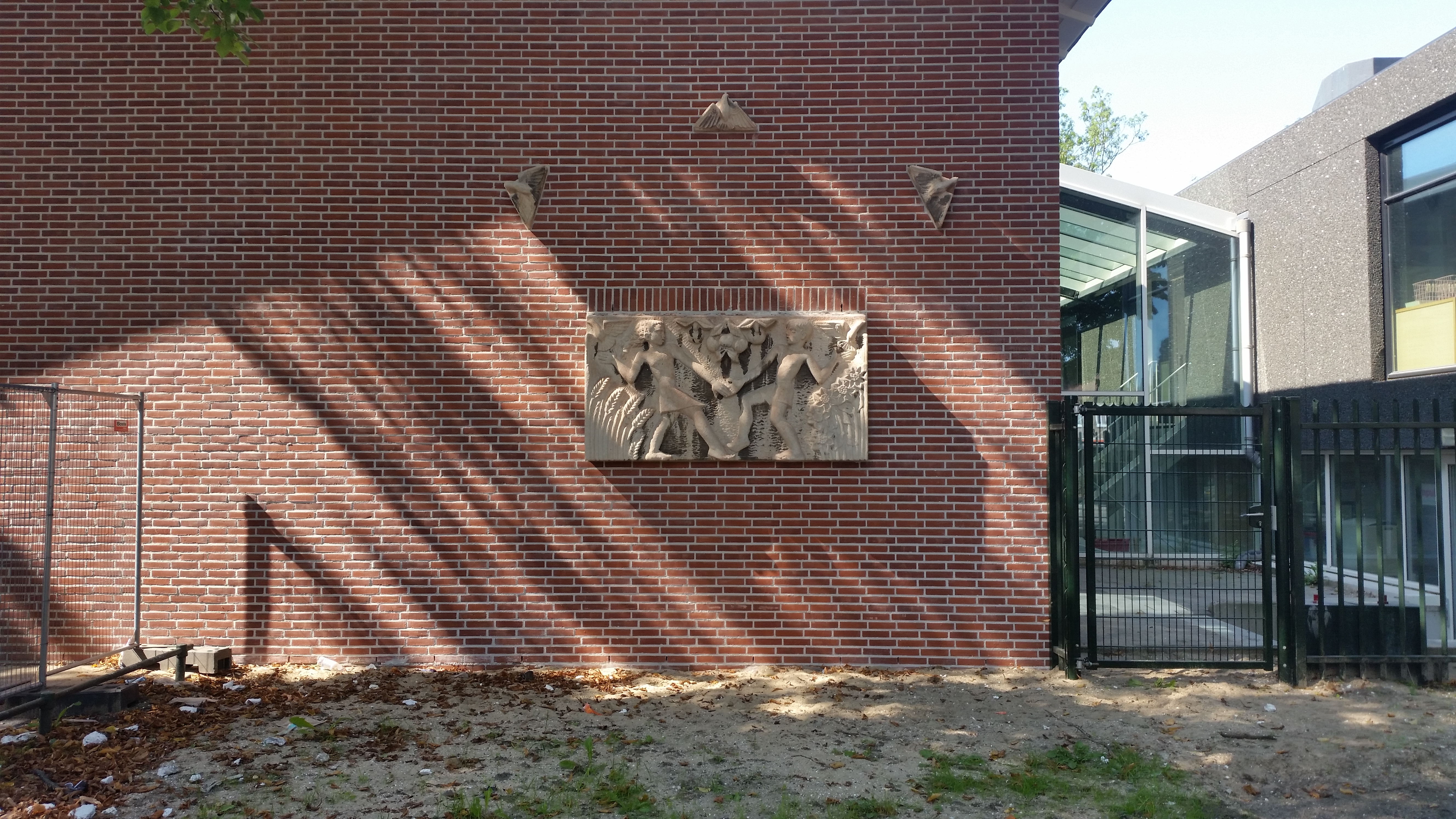
Dans van de vrede en welvaart (september 2018)